# Mizar
Mizar (ζ UMa / ζ Ursae Majoris) je hvězda nacházející se v souhvězdí Velké medvědice a tvoří prostřední hvězdu oje asterismu Velkého vozu. Její jméno pochází z arabštiny, kde znamená pás nebo opasek.
Mizar je známý jako optická dvojhvězda – vedle samotného Mizaru lze pouhým okem spatřit jeho průvodce, hvězdu Alkor (někdy psáno jako Alcor). Systém Mizaru je tvořen dvojicí spektroskopických dvojhvězd, což z něj činí čtyřhvězdu. Alkor je rovněž dvojhvězdou, a společně tak tvoří volně vázaný systém. I když se oba systémy – Mizar a Alkor – pohybují společně, otázka jejich vzájemné gravitační vazby zůstává otevřená. Pokud by Alkor obíhal kolem Mizaru, odhaduje se, že jeho oběžná doba by činila 750 000 až 800 000 let.
Mizar se pyšní několika prvenstvími v historii astronomie:
1. Byl to první hvězdný systém objevený jako dvojhvězda pomocí dalekohledu – již v roce 1617 jej pozoroval Benedetto Castelli, žák a spolupracovník Galilea Galileiho, který jeho pozorování potvrdil a zaznamenal ve svém deníku.[1]
2. V roce 1890 bylo zjištěno, že Mizar A je sám o sobě spektroskopickou dvojhvězdou, což z něj činilo první takto objevenou dvojhvězdu.[1]
3. V roce 1908 byl jako dvojhvězda určen i Mizar B, čímž byl systém Mizar-Alkor rozpoznán jako pětihvězdný systém.
4. Nová pozorování z roku 2009 ukázala, že i Alkor je dvojhvězdou, což systém dále obohatilo.[1]

Mizar-Alkor je také známý jako test ostrosti zraku, protože schopnost odlišit Alkor od Mizaru pouhým okem je považována za indikátor dobrého vidění. Tento systém je součástí širší volné hvězdné asociace, která zahrnuje dalších pět sousedních hvězd.